# ジョシュア・クロッティ
ジョシュア・クロッティ（Joshua Clottey、男性、1977年10月6日 - ）は、ガーナのプロボクサー。アクラ出身。元IBF世界ウェルター級王者。「ヒッター」、「ガーナの至宝」と呼ばれる。

## 来歴
1995年3月31日、プロデビュー。
1995年12月22日、ガーナライトウェルター級王座を獲得した。
1999年11月29日、WBCインターナショナルウェルター級王者カルロス・バルドミール（アルゼンチン）に挑戦し、11回反則負けで王座獲得ならず。デビュー以来の連勝は20で止まった。
2001年4月27日、ABUウェルター級王座を獲得した。
2003年からアメリカ合衆国ニューヨーク州に拠点を移した。
2004年7月24日、NABC北米ウェルター級王座決定戦でクリストファー・ヘンリー（バルバドス）と対戦し、5回TKO勝ちで王座を獲得した。
2005年12月3日、WBCアメリカ大陸スーパーウェルター級暫定王座決定戦でマルコス・プリメラ（ベネズエラ）と対戦し、3-0の判定勝ちで王座を獲得した。
2006年7月29日、IBFインターコンチネンタルウェルター級王座決定戦でリチャード・グチェレス（コロンビア）と対戦し、2-0の判定勝ちで王座を獲得した。
2006年12月2日、WBO世界ウェルター級王者アントニオ・マルガリート（メキシコ）に挑戦し、0-3の判定負けで王座獲得ならず。
2007年4月7日、ノンタイトルマッチでディエゴ・コラレス（アメリカ）と対戦し、9回・10回にダウンを奪うなどして3-0の判定勝ち。コラエスは1か月後に交通事故で死去したため、最後の対戦者となった。
2007年12月20日、IBF世界ウェルター級王座挑戦者決定戦でシャモン・アルバレス（アメリカ）と対戦し、3-0の判定勝ちで指名挑戦権を獲得した。
2008年8月2日、IBF世界ウェルター級王座決定戦でザブ・ジュダー（アメリカ）と対戦。9回に偶然のバッティングでジュダーの右眉付近をカットし、3-0の負傷判定勝ちで世界王座を獲得した。同王座の指名試合よりミゲール・コットとの対戦を優先させ、王座を返上した。
2009年6月13日、WBO世界ウェルター級王者ミゲール・コット（プエルトリコ）に挑戦し、1-2の判定負けで王座獲得ならず。クロッティはこの結果を受け入れず、再戦を要求した。
2010年3月13日、テキサス州のカウボーイズ・スタジアムでWBO世界ウェルター級王者マニー・パッキャオ（フィリピン）に挑戦し、12回0-3（108-120、109-119、109-119）の大差判定負けで王座獲得ならず。
2011年11月19日、1年8ヶ月ぶりの復帰戦をテキサス州で行い、2回TKO勝利を収める。
2013年9月14日、約2年ぶりの試合をニューヨーク州で行い、10回3-0の判定勝利。
2014年4月9日、オーストラリアのニューサウスウェールズ州でアンソニー・ムンディンと対戦、5度ダウンを奪い12回3-0の判定で完勝した。
2014年12月6日、サウル・アルバレスと対戦予定であったが、アルバレスが負傷していた左足首をトレーニング中にさらに悪化させたことにより正式発表を待たずに中止となった。
2015年5月9日、約1年ぶりの試合をテキサス州で行い、10回3-0の判定勝利。

## 獲得タイトル
- ガーナスーパーライト級王座
- ABUウェルター級王座
- NABC北米ウェルター級王座
- WBCアメリカ大陸スーパーウェルター級暫定王座
- IBFインターコンチネンタルウェルター級王座
- 第13代IBF世界ウェルター級王座（防衛0=返上）
- WBAインターナショナルスーパーウェルター級王座